# Astragalus ehrenbergii
Astragalus ehrenbergii är en ärtväxtart som beskrevs av Aleksandr Andrejevitj Bunge. Astragalus ehrenbergii ingår i släktet vedlar, och familjen ärtväxter. Inga underarter finns listade i Catalogue of Life.